# Pseudosphex crabronis
Pseudosphex crabronis là một loài bướm đêm thuộc phân họ Arctiinae, họ Erebidae.